# Ханза Бранденбург
Ханза Бранденбург је серија борбених немачких авиона из Првог светског рата које је производила фирма Ханза Бранденбург из Бриста ан дер Хафелу и Хамбурга.

## Пројектовање и развој
Немачки и аустроугарски авиони пред и за време Првог светског рата си били разврстани у неколико категорија које су биле саставни део ознаке авиона. Наиме, ознака авиона се састојала од назива произвођача (на пр. Албартос, ОЕФФАГ, УФАГ, Ханза Бранденбург), категорије (словна ознака на пр.B, C, D) и типа авиона (бројна ознака римски број I, II, III). Класификација авиона војног ваздухопловства је имала следеће ознаке:
- - Једнокрилац двосед обично ненаоружан школски авион,
- - Двокрилац двосед старији тип са снагом мотора до 110 kW/(150 KS),
- - Двокрилац двосед новији тип са снагом мотора до 120 kW/(160 KS),
- - Двокрилац једносед - борбени авион,
- - Једнокрилац једносед - борбени авион типа ФОКЕР,
- - Двокрилац снаге мотора 260kW/(350 KS) - извиђач дугог домета,
- - Двокрилац двомоторни - велики авион,
- - Двокрилац вишемоторни - транспортни авион.

За време док је радио за фирму Ханза Бранденбург, инж. Ернст Хајнкел је пројектовао и развио неколико типова авиона Ханза Бранденбург. Прототип Ханза Бранденбург B.I је конструисан у току 1914. године а Ханза Бранденбург C.I 1916. године. Авион Ханза Бранденбург B.I је био намењен основној обуци пилота, извиђачким задацима и курирским пословима, док је Ханза Бранденбург C.I поред ових био коришћен и за бомбардерске задатке. У току Првог светског рата авиони типа Бранденбург су произвођени у Немачкој у Ханза Бранденбург, затим у Аустрији Феникс Фабрика Авиона и Фабрика авиона из Фишаменда и у Мађарској у УФАГ-у.
На крају Првог светског рата у земљама које су настале распадом Аустроугарског царства као што су Мађарска, Пољска, Чехословачка и Румунија настављено је коришћење а затим и производња Phonixавиона типа Бранденбург. Исто се десило и код нас. Прво је формиран Техничко конструкциони биро у кога су ушли инжењери Јосип Микл, Рудолф Физир, Н. Жученко и Б. Несторов. Задатак овог бироа је био да на основу узорака, формира техничку документацију проверених аустроугарских школских авиона Бранденбург B.I и C.I. Формирање документације ових авиона није се свело на буквално снимање постојећих модела него садржао и иновативну компоненту тако да су се касније произведене југословенске копије авиона Бранденбург разликовале од оригинала. Од 1923. године па надаље на основу те документације предузеће Икарус из Новог Сада и Рогожарски из Земуна су произвеле укупно 90 авиона оба типа.
Авион Ханза Бранденбург B.I се у нас популарно звао „Мали Бранденбург“ а у литератури се још за њега могу наћи називи као ШБ (школски Бранденбург) или ШБ-1 (Школски Бранденбург 1). Авион Ханза Бранденбург C.I је зван „Средњи Бранденбург“ а у литератури се још за њега могу наћи називи као Сб (Средњи Бранденбург) или СБ-1 (Средњи Бранденбург 1). Техничку документацију ових авиона Министарство Војске и Морнарице (МВиМ) је бесплатно уступило произвођачима авиона што је на почетку њиховог рада била непроцењива помоћ овим предузећима. Ханза Бранденбург B.I или Мали Бранденбург ШБ-1 је први авион произведен у домаћим фабрикама авиона., зато је од изузетног значаја за развој нашег ваздухопловства и ваздухопловне индустрије у нас

### Технички опис
Авиони Ханза Бранденбург B.I и C.I su једномоторни двокрилни двоседи авиони. Авиони су потпуно дрвене конструкције труп је обложен шперплочама, а крила су пресвучена платном а предњи део трупа на кога је причвршћен линијски мотор је обложен лимом. Елиса која покреће авион је двокрака, направљена од дрвета фиксног корака. Попречни пресек трупа је парвоугаоног облика. Крила су четвртастог облика са по два пара упорница са сваке стране и притегнута затезницама од челичних ужади. Крилца има само на горњим крилима. Стајни трап је фиксан конвенционалног типа, напред точкови конструкције као у бицикла а назад на репу авиона налази се еластична дрљача као трећа ослона тачка.

## Оперативно коришћење
Авиони Бранденбург B.I и C.I су коришћени у Војном ваздухопловству Краљевине СХС од 1918. године 1930. године и то као школски авиони за основну (Бранденбург B.I) и прелазну (Бранденбург C.I) обуку војних пилота. Мали Бранденбург (B.I) лети у војним пилотским школама до 1926. године када их у тој улози замењују Арно HD-320 произведених у земунском Змају. Неки од ислужених авиона B.I се још известан број година користи за споредне намене а део се уступа Аероклубу за обуку цивилних пилота. Коришћење Средњег Бранденбурга (C.I) за прелазну обуку војних пилота траје нешто дуже до 1930, када их у тој улози замењују авиони Физир, прво Мајбах и Лорен а затим Физир ФП-2. Авиони Средњи Бранденбург после војне службе су уступани Аероклубу, добијали цивилне регистрације и служили за тренажу спортских и резервних пилота.

## Особине авиона Бранденбург

### Опште карактеристике
| Авион               | Ханза Бранденбург | Ханза Бранденбург   |
| Наш назив           | Мали Бранденбург  | Средњи Бранденбург  |
| Мотор               | 1 x 73,5 Мерцедес | 1 x 117/136 Дајмлер |
| Елиса               | двокрака дрвена   | двокрака дрвена     |
| Размах крила        | 12,173            | 12,25               |
| Површина крила      | 29,15             | 29,15               |
| Дужина авиона       | 8,50              | 8,50                |
| Висина авиона       | 2,926             | 3,32                |
| Маса празног авиона | 680               | 760                 |
| Маса пуног авиона   | 960               | 1.310               |
| Посада              | 2 члана           | 2 члана             |
| Стајни трап         | Фиксан            | Фиксан              |

### Перформансе
| Авион                 | Ханза Бранденбург | Ханза Бранденбург  |
| Наш назив             | Мали Бранденбург  | Средњи Бранденбург |
| Максимална брзина     | 120               | 140                |
| Путна брзина          | 108               | 112                |
| Највећи долет         | 350               | 350                |
| Плафон лета           | 3.500             | 5.800              |
| Брзина пењања на 2000 | 255               | 260                |

## Земље које су користиле овај авион
| - Немачка - Аустроугарска - Аустрија - Мађарска | - Пољска - Румунија - Чехословачка - Југославија |